# Tomáš Staněk (Leichtathlet)
Tomáš Staněk (* 13. Juni 1991 in Prag) ist ein tschechischer Leichtathlet, der sich auf das Kugelstoßen spezialisiert hat. Sein bisher größter Erfolg war der Gewinn der Goldmedaille bei den Halleneuropameisterschaften 2021 in Toruń.

## Sportliche Laufbahn
Erste internationale Erfahrungen sammelte Tomáš Staněk bei den U23-Europameisterschaften 2013 in Tampere, bei denen er mit 19,18 m den fünften Platz belegte. Im Jahr darauf nahm er an den Hallenweltmeisterschaften in Sopot teil und schied dort mit 20,06 m in der Qualifikation aus, wie auch bei den Europameisterschaften in Zürich mit 19,61 m. Bei den Heimeuropameisterschaften in Prag 2015 gelang ihm in der Qualifikation kein gültiger Versuch. Er qualifizierte sich aber für die Weltmeisterschaften in Peking, bei denen eine Weite von 19,64 m nicht für den Finaleinzug reichte. Die Hallenweltmeisterschaften 2016 in Portland beendete er mit 19,46 m auf dem 16. Platz. Zudem qualifizierte er sich erstmals für die Olympischen Spiele in Rio de Janeiro, bei denen er mit 19,76 m in der Qualifikation ausschied.
2017 gewann er mit einer Weite von 21,43 m die Silbermedaille bei den Halleneuropameisterschaften in Belgrad hinter dem Polen Konrad Bukowiecki. Damit qualifizierte er sich für die Weltmeisterschaften in London, bei denen er mit 21,41 m im Finale Vierter wurde. 2018 gewann er bei den Hallenweltmeisterschaften in Birmingham mit 21,44 m die Bronzemedaille hinter dem Neuseeländer Tomas Walsh und David Storl aus Deutschland. Damit galt er als Mitfavorit für die Europameisterschaften in Berlin, die er mit einem Stoß auf 21,16 m auf dem vierten Rang beendete. Im Jahr darauf gewann er bei den Halleneuropameisterschaften in Glasgow mit 21,25 m die Bronzemedaille hinter dem Polen Michał Haratyk und dem Deutschen Storl. Im Oktober erreichte er bei den Weltmeisterschaften in Doha ein weiteres Mal das Finale, in dem er mit 20,79 m auf dem zehnten Platz landete. 2020 siegte er mit 20,19 m beim Kladno hází a Kladenské memoriály und im Jahr darauf siegte er bei den Halleneuropameisterschaften in Toruń mit einem Stoß auf 21,62 m und wurde damit der zweite tschechische Halleneuropameister nach Jaroslav Brabec, der den Titel 1973 für die Tschechoslowakei gewann. Im August startete er erneut bei den Olympischen Spielen in Tokio, verpasste dort aber mit 20,47 m den Finaleinzug.
2022 gelangte er bei den Hallenweltmeisterschaften in Belgrad mit 19,93 m auf Rang 14 und im August gewann er bei den Europameisterschaften in München mit 21,26 m die Bronzemedaille hinter dem Kroaten Filip Mihaljević und Armin Sinančević aus Serbien. Im Jahr darauf sicherte er sich bei den Halleneuropameisterschaften in Istanbul mit 21,90 m die Silbermedaille hinter dem Italiener Zane Weir. Im Juni wurde er bei der Golden Gala Pietro Mennea mit 21,64 m Dritter und anschließend wurde er bei der 1. Liga der Team-Europameisterschaft im Zuge der Europaspiele in Chorzów mit 20,47 m Vierter. Im August schied er bei den Weltmeisterschaften in Budapest mit 20,41 m in der Qualifikationsrunde aus. 2024 wurde er bei den Hallenweltmeisterschaften in Glasgow mit 20,31 m Elfter und im Juni belegte er bei den Europameisterschaften in Rom mit 20,88 m den fünften Platz. Im August gelangte er bei den Olympischen Sommerspielen in Paris mit 20,37 m im Finale auf den zehnten Platz. Im Jahr darauf gewann er bei den Halleneuropameisterschaften in Apeldoorn mit 20,75 m die Bronzemedaille hinter dem Rumänen Andrei Toader und Wictor Pettersson aus Schweden.
In den Jahren von 2016 bis 2019 sowie von 2021 bis 2023 wurde Staněk tschechischer Meister im Kugelstoßen im Freien sowie 2014 und 2016, 2018 und 2020 sowie von 2023 bis 2025 auch in der Halle.